# Mancuso, F.B.I.
Mancuso, F.B.I.  è una serie televisiva statunitense in 20 episodi trasmessi per la prima volta nel corso di una sola stagione dal 1989 al 1990.
È una serie del genere poliziesco incentrata sulle vicende dell'agente dell'FBI Nick Mancuso. Il personaggio di Mancuso era già stato interpretato da Robert Loggia nella miniserie televisiva Favorite Son andata in onda nel 1988 sulla NBC.

## Trama
Nick Mancuso è un veterano agente dell'FBI assegnato a Washington, dove è considerato dai suoi superiori come un cane sciolto con poco riguardo per le regole e per le procedure delle agenzie (in un rapporto viene descritto come "un misantropo con nessun rispetto per l'autorità"). Una pubblicità negli Stati Uniti poco prima della prima visione del primo episodio descriveva la serie come "una storia d'amore appassionata con la Costituzione degli Stati Uniti" e "un travolgente desiderio di vedere la vera giustizia, piuttosto che la semplice apparenza".

## Personaggi e interpreti
- Nick Mancuso (20 episodi, 1989-1990), interpretato da	Robert Loggia.
- Eddie McMasters (20 episodi, 1989-1990), interpretato da Fredric Lehne.
È il superiore di Mancuso.
- Kristen Carter (20 episodi, 1989-1990), interpretata da Lindsay Frost.
È un avvocato del Dipartimento di Giustizia che collabora con Mancuso.
- agente FBI  (5 episodi, 1989-1990), interpretato da Dan Lipe.
- Matt (5 episodi, 1989-1990), interpretato da Drew Pillsbury.
- agente FBI (4 episodi, 1989-1990), interpretato da	Jak Castro.
- Justin Summers (3 episodi, 1989-1990), interpretato da	Jason Lively.
- Senator Baines (3 episodi, 1989), interpretato da Milt Tarver.
- Jean St. John (2 episodi, 1989-1990), interpretata da Randi Brooks.
È la fedele segretaria di Mancuso.
- dottor (coroner) Paul Summers (2 episodi, 1990), interpretato da Charles Siebert.

## Produzione
La serie, ideata da Steve Sohmer, fu prodotta da NBC Productions e Steve Sohmer Productions  Le musiche furono composte da Doug Katsaros. Loggia guadagnò una nomination agli Emmy come attore protagonista in una serie drammatica per la sua interpretazione. Tra le guest star Cuba Gooding Jr..

### Registi
Tra i registi della serie sono accreditati:
- Jeff Bleckner (3 episodi, 1989-1990)
- Betty Thomas (3 episodi, 1989-1990)
- Rob Bowman (2 episodi, 1989-1990)
- Roy Campanella II (2 episodi, 1989-1990)
- Win Phelps (2 episodi, 1989-1990)
- Bradford May (2 episodi, 1989)
- Thomas J. Wright (2 episodi, 1990)

## Distribuzione
La serie fu trasmessa negli Stati Uniti dal 1989 al 1990 sulla rete televisiva NBC. In Italia è stata trasmessa su Rai 1 con il titolo Mancuso, F.B.I..
Alcune delle uscite internazionali sono state:
- negli Stati Uniti il 13 ottobre 1989 (Mancuso, F.B.I.)
- nel Regno Unito il 3 settembre 1990
- in Germania Ovest (Mancuso, FBI)
- in Francia (Nick Mancuso, les dossiers secrets du FBI)
- in Italia (Mancuso, F.B.I.)

## Episodi
| Stagione       | Episodi | Prima TV USA |
| -------------- | ------- | ------------ |
| Prima stagione | 20      | 1989-1990    |